# Bataille de Fujigawa
Batailles
- Uji (1re)
- Nara
- Ishibashiyama
- Fujigawa
- Sunomata
- Yahagigawa
- Hiuchi
- Kurikara
- Shinohara
- Mizushima (navale)
- Fukuryūji
- Muroyama
- Hōjūjidono
- Uji (2e)
- Awazu
- Ichi-no-Tani
- Kojima
- Yashima (navale)
- Dan-no-ura (navale)

La bataille de Fujigawa (富士川の戦い, Fujigawa no tatakai), aussi connue sous le nom de « bataille qui n'eut jamais lieu », est un épisode célèbre de la guerre de Gempei. Au Japon, le nom de cette bataille est entré dans l'histoire pour désigner une victoire acquise sans lutter.

## Description
Afin de reconstituer rapidement des troupes après son retour d'exil et sa défaite à Ishibashiyama, Minamoto no Yoritomo envoya des messagers pour recruter d'autres clans à son côté. Alors qu'il traversait la région au pied du mont Fuji dans la province de Suruga, il arrangea un rendez-vous avec le clan Takeda et d'autres familles des provinces de Kai et de Kōzuke, au nord. Ces alliés arrivèrent juste à temps pour combattre les poursuivants Taira.
Selon l'Azuma kagami, des soldats de Minamoto dérangèrent une bande d'oies sauvages dans la nuit. Le bruit de leur envol fit croire à l'armée Taira qu'elle était la cible d'une attaque soudaine, ce qui lui fit prendre peur et s'enfuir en désordre, laissant la victoire à Yoritomo, qui eut ainsi le champ libre pour s'emparer des provinces de l'Est.